# Люткевич, Виталий Викторович
Вита́лий Ви́кторович Лютке́вич (укр. Віталій Вікторович Люткевич, родился 4 апреля 1980 года, Киев, УССР, СССР) — украинский хоккеист, многократно привлекался в состав сборной Украины, выступал за клубы высших лиг России, Украины и Белоруссии.

## Биография
Родился 4 апреля 1980 года в Киеве, где и начал занятия хоккеем (первый тренер — Валерий Голдобин). В 14 лет был приглашён в московского «Динамо», где выступал за юношескую команду. Через год был приглашён в омский «Авангард», выступающий в Суперлиге российского чемпионата. В следующем сезоне перешёл в нижнекамский «Нефтехимик» и был впервые вызван в сборную Украины на проходивший в Германии чемпионат мира 2001 года.
В 2001—2005 годах играл в основном в клубах младших российских лиг — новосибирскую «Сибирь», кирово-чепецкую «Олимпию», тверской ХК МВД, лениногорский «Нефтяник».
В 2005—2008 году представлял в открытом чемпионате Белоруссии (с 2006 года — Белорусская экстралига) минский клуб «Керамин», в составе которого стал серебряным призёром первенства (сезон 2006/2007), чемпионом (2007/2008) и обладателем Кубка Белоруссии, разыгранного перед началом сезона 2008/2009. Сам сезон 2008/2009 отыграл в киевском «Соколе» во второй по значению российской лиге.
В 2009—2011 годах вернулся в белорусские клубы: сначала в минское «Динамо» (КХЛ), с которым стал обладателем Кубка Шпенглера 2009, затем в солигорский «Шахтёр» (БЭ), завоевав «серебро» белорусского чемпионата 2009/2010.
В 2011—2013 годах играл в донецком «Донбассе», первый состав которого выступал в ВХЛ (в 2012 году был принят в КХЛ), второй — представлял клуб в чемпионате Украины и стал чемпионом Украины 2012/2013.
В 2013—2015 годах играл в пермском клубе «Молот-Прикамье» (ВХЛ), в сезоне 2015/2016 завершил карьеру в «Спутнике» (Нижний Тагил).

## Участие в национальной сборной
В составе сборной Украины провёл 35 игр, набрал 8 очков (одна заброшенная шайба и 7 голевых передач). Выступал на чемпионатах мира 2001 (ТОП-дивизион), 2005 (ТОП-дивизион), 2007 (ТОП-дивизион), 2008 (I дивизион), 2009 (I дивизион), 2011 (I дивизион) и 2012 годов (I дивизион).

## Достижения
- Серебряный призёр чемпионата Белоруссии 2006/2007[англ.]).
- Чемпион Белоруссии (2007/2008[англ.].
- Обладатель Кубка Белоруссии 2008.
- Обладатель Кубка Шпенглера 2009.
- Серебряный призёр чемпионата Белоруссии 2009/2010.
- Чемпион Украины 2012/2013.